# Кръв (филм)
„Кръв“ (на английски: Blood Work) е американски трилър от 2002 г., продуциран и режисиран от Клинт Истууд по едноименния роман на Майкъл Конъли от 1998 г. Във филма участват Клинт Истууд, Джеф Даниълс, Уанда Де Джийзъс, Тина Лифърд, Пол Родригес, Дилън Уолш и Анжелика Хюстън.